# فرانك هودجز
فرانك هودجز (بالإنجليزية: Frank Hodges)‏ (20 يناير 1891 في المملكة المتحدة - 5 يونيو 1985 في المملكة المتحدة) هو لاعب كرة قدم بريطاني (وحمل سابقاً جنسية المملكة المتحدة لبريطانيا العظمى وأيرلندا) في مركز الهجوم. لعب مع برمنغهام سيتي ومانشستر يونايتد ونادي كرو ألكساندرا وWigan Borough F.C. ‏ ونادي ستاليبريدج سيلتيك وManchester North End F.C. ‏.